# Église catholique au Rwanda

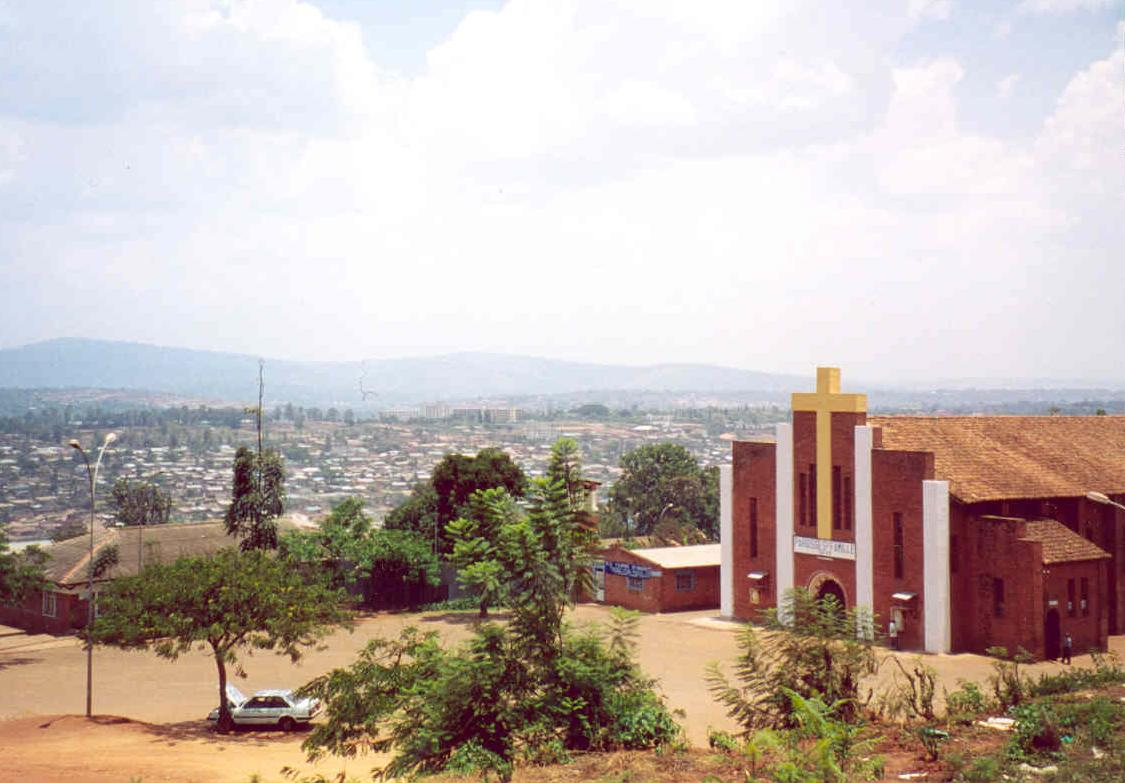
L’église de la Sainte-Famille à Kigali.

 (octobre 2016).
Si vous disposez d'ouvrages ou d'articles de référence ou si vous connaissez des sites web de qualité traitant du thème abordé ici, merci de compléter l'article en donnant les références utiles à sa vérifiabilité et en les liant à la section « Notes et références ».
L'Église catholique au Rwanda est la religion principale, où il est présent depuis la fin du XIXe siècle.
Comme partout où est implantée l'Église catholique, le Rwanda est découpé en diocèses à la tête desquels se trouvent les évêques.
Ceux-ci traitent les questions qui se posent à eux au sein de la Conférence épiscopale du Rwanda (CEPR).
L'Église catholique a eu un rôle considérable dans l'histoire du Rwanda, tant sur le plan religieux que politique.

## Aperçu général
Le catholicisme est la principale religion au Rwanda. Il y est attesté à la fin du XIXe siècle, lorsque le pays faisait partie de l'Afrique orientale allemande.
Le premier souverain chrétien y fut le roi tutsi Charles Rudahigwa Mutara III. Celui-ci consacra le Rwanda au Christ Roi. Les autres religions, comme le protestantisme sont tolérées. D'un point de vue administratif, le Rwanda est érigé en vicariat apostolique en 1922. Le premier évêque originaire du pays est consacré en 1952. Celui-ci ordonne pour la première fois dans l'histoire de l'Afrique un évêque blanc en 1956. La Conférence épiscopale du Rwanda voit le jour en 1980.
Le pays a reçu la visite apostolique du pape Jean-Paul II en 1990. Pendant la guerre civile du Rwanda, qui éclate en 1994, quatre évêques, cent-vingt-trois prêtres et plus de trois cents religieuses ont été assassinés.

## Histoire

### Première évangélisation, ou l'époque des missionnaires

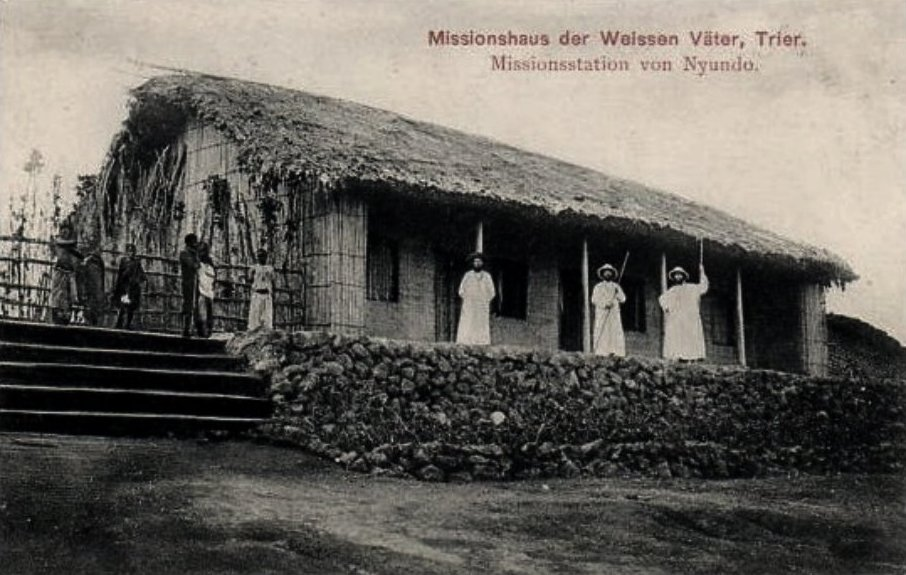
Mission des Pères blancs à Nyundo, à l'est de Gisenyi (carte postale, vers 1901).

Le 20 janvier 1900, Jean-Joseph Hirth (1854-1931) célébra la messe à Shangi, sur la presqu'île de Gafunzo, là où la chaîne de Nyamirundi plonge dans le lac Kivu.
Après son arrivée, le 2 février, à Nyanza, capitale du royaume, la mission des Pères blancs s'installe à Save (Isavi) près de Butare.

### XXesiècle
Les Rwandais se déclarant catholiques sont passés de 29 % de la population en 1959 à 56,9 % en 2022.
Pendant le même laps de temps, les autres confessions et religions voient leur représentation légèrement augmenter au sein de la population rwandaise (confession musulmane en particulier).

## Statistiques
- Diocèses : 9

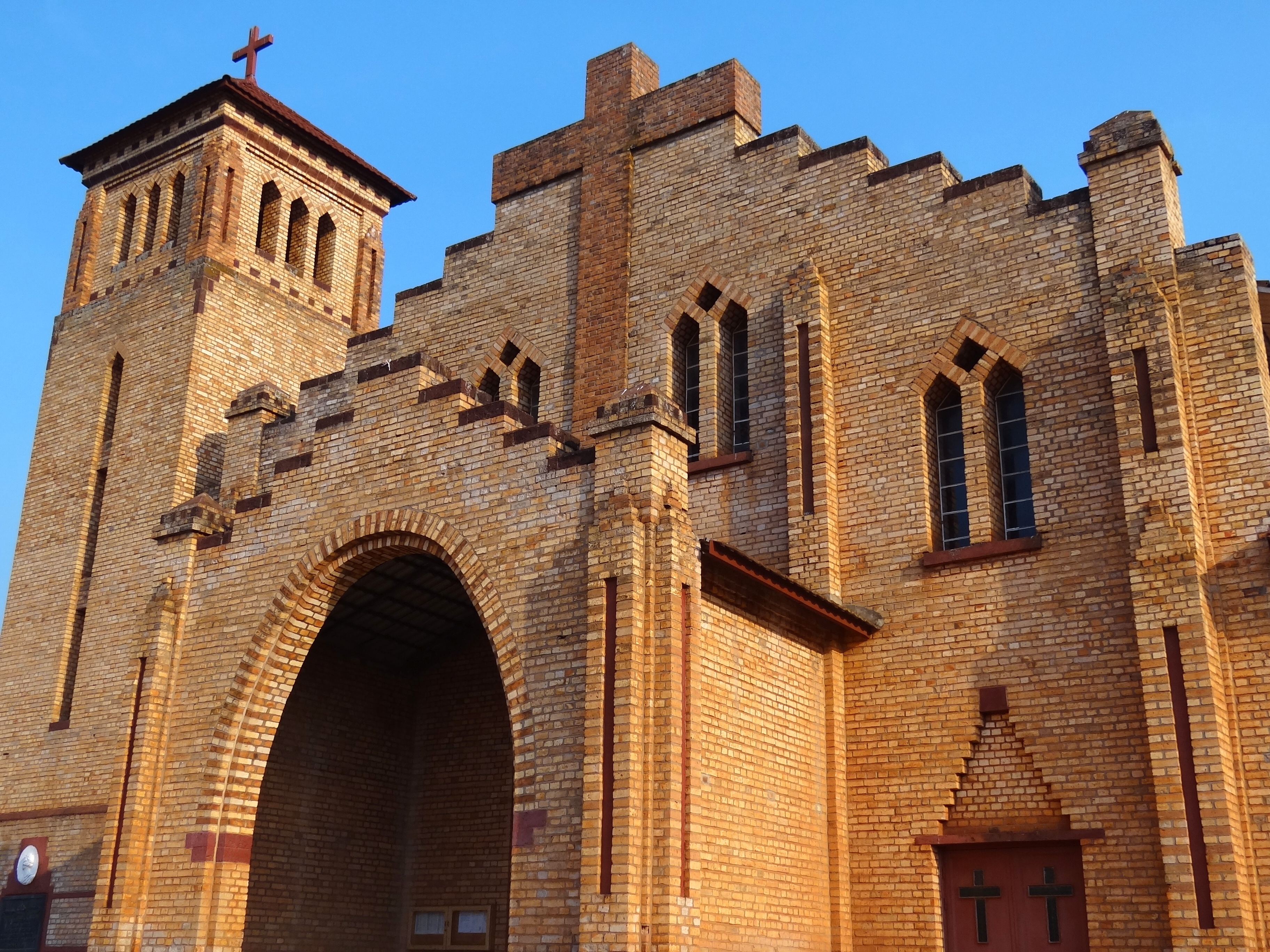
Façade de la cathédrale Notre-Dame de la Sagesse à Butare.

- Paroisses : 135 en 2004, 161 en 2009
- Superficie: 26.338 km2
- Prêtres : 733
- Religieux : 198
- Religieuses : 1 297 en 2004, 1 557 en 2008
- Population totale: 9 831 501 habitants (2008)
- Population totale catholique : 4 292 817 (2009)

## Organisation actuelle

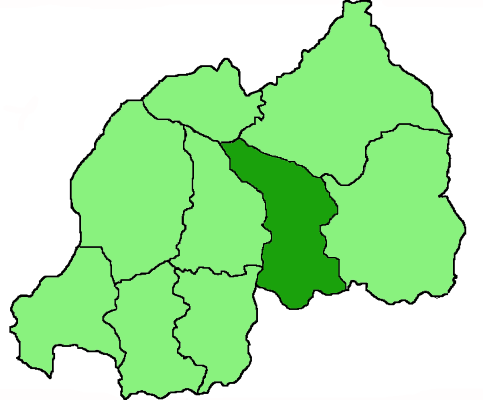
Cartes des diocèses catholiques du Rwanda.

L'Église catholique du Rwanda est composée d'un archidiocèse et de huit diocèses, chacun sous l'autorité d'un évêque assisté de son conseil diocésain.
- Archidiocèse de Kigali
- Diocèse de Kabgayi
- Diocèse de Nyundo (de)
- Diocèse de Ruhengeri (de)
- Diocèse de Butare
- Diocèse de Kibungo
- Diocèse de Byumba
- Diocèse de Cyangugu
- Diocèse de Gikongoro (de)

Les neuf diocèses sont regroupés en une métropole, à la tête de laquelle siège un archevêque.
L'archevêque n'a pas d'autorité réelle sur ses évêques suffragants, mais il a un rôle de coordination pour toutes les questions qui réclament des réponses sur un territoire étendu. Comme tous les diocèses du monde, les diocèses rwandais sont subdivisés en paroisses, desservies par un curé (prêtre responsable).
La Conférence épiscopale du Rwanda est dirigée depuis 2010 par Mgr Smaragde Mbonyintege, évêque de Kabgayi.

### Organismes caritatifs
- Caritas Rwanda

### Éducation
- Le Petit Séminaire Saint-Léon de Kabgayi, parfois surnommé « Imfura mu mashuli y'u Rwanda » ou « Rudasumbwa », aîné des établissements scolaires (Humanités), est fondé en 1913. On y dispense une formation à dominance scientifique, dans une ambiance chrétienne et dans le but de préparer des futurs probables prêtres et bons laïcs.
- Petit Séminaire Virgo Fidelis de Karubanda
- Petit Séminaire Pie X de Nyundo
- Petit Séminaire de Nkumba
- Petit Séminaire de Zaza à Zaza
- Petit Séminaire de Rwesero
- Petit Séminaire de Cyangugu
- Petit Séminaire de Ndera
- Collège Christ-Roi de Nyanza
- IFAK Kimihurura

#### Ordres religieux
- Ordres religieux par ordre alphabétique

#### Médias
- Presse écrite
  - Kinyamateka, quotidien
  - Hobe, hebdomadaire
  - l'ensemble des bulletins paroissiaux, hebdomadaires, mensuels...
- Radio
  - Radio Maria Rwanda
- Internet
  - le site de la Conférence des évêques du Rwanda
  - le site YEZU-AKUZWE, qui partage les lectures du jour, homélies en kinyarwanda
  - le site du Centre de Formation Mariale à Kibeho
  - la section francophone du site du Vatican, comportant les textes officiels